# 蒙掦 (加利福尼亞州)
蒙揚（英語：Munyon）是位於美國加利福尼亞州因皮里爾縣的一個非建制地區。該地的面積和人口皆未知。

## 地理
蒙揚的座標為33°02′26″N 115°24′54″W / 33.04056°N 115.41500°W，而該地的平均海拔高度為-33米（即-108英尺）。